# Nyhetsgrupp
Nyhetsgrupp är ett begrepp som oftast syftar på de diskussionsforum som finns på Usenet. 
Exempel på huvudkategorier av nyhetsgrupper är 
- comp.* - om datorer på engelska
- news.* - om Usenet själv på engelska
- talk.* - om religion och politik på engelska
- swnet.* - svenska grupper på svenska
- se.* - svenska grupper på svenska
- finet.svenska.* - finländska grupper på svenska

Huvudkategorin se skapades för att ersätta swnet-kategorin, vilket aldrig genomfördes. Swnet är fortfarande dominerande vad gäller antal inlägg.